# Амурський
Аму́рський (рос. Амурский) — селище у складі Бійського району Алтайського краю, Росія. Входить до складу Лісної сільської ради.

## Населення
Населення — 289 осіб (2010; 327 у 2002).
Національний склад (станом на 2002 рік):
- росіяни — 94 %